# Famitsu
Famitsu, trước đây là Famicom Tsūshin, là một dòng tạp chí trò chơi điện tử của Nhật Bản do Kadokawa Game Linkage (trước đây được gọi là Gzbrain) xuất bản, một công ty con của Kadokawa. Famitsu được xuất bản hàng tuần và hàng tháng cũng như dưới dạng các số báo chuyên đề đặc biệt dành riêng cho một hệ máy, công ty trò chơi điện tử hoặc chủ đề khác. Shūkan Famitsū, nhà xuất bản gốc của Famitsu, được coi là tạp chí tin tức trò chơi điện tử có uy tín và được nhiều người đọc nhất ở Nhật Bản. Từ ngày 28 tháng 10 năm 2011 công ty bắt đầu phát hành phiên bản kỹ thuật số hàng tuần của tạp chí độc quyền trên BookWalker.
Cái tên Famitsu là từ viết tắt của Famicom Tsūshin; bản thân từ "Famicom" lại bắt nguồn từ một từ viết tắt của "Family Computer" (tên tiếng Nhật của Nintendo Entertainment System) — máy chơi trò chơi điện tử thống trị ở Nhật Bản trong thập niên1980.

## Lịch sử
Tạp chí trò chơi máy tính Login (ログイン) bắt đầu xuất bản năm 1982 với tư cách là một số phụ của ASCII , và sau đó nó trở thành tạp chí định kỳ. Famicom Tsūshin là một chuyên mục trong Logoin, tập trung vào hệ máy Famicom và chạy từ số tháng 3 năm 1985 đến tháng 12 năm 1986. Tạp chí nhận được sự đón nhận tốt, vì vậy nhà xuất bản quyết định thành lập tạp chí chuyên biệt cho nó.
Số đầu tiên của Famitsu xuất bản ngày 6 tháng 6 năm 1986, với tên Famicom Tsūshin. Nó bán được ít hơn 200.000 bản, mặc dù đã in 700.000 bản. Đối thủ cạnh tranh chính là Family Computer Magazine của Tokuma Shoten, ra mắt tháng 7 năm 1985. Biên tập viên của Famitsu  nhận thấy nhiều độc giả có nhiều máy chơi trò chơi và họ nghĩ sẽ tốt hơn nếu tạp chí bao gồm nhiều hệ máy khác nhau. Tăng nội dung và số lượng trang dần dần, tạp chí xuất bản ba lần mỗi tháng thay vì xuất bản nửa tháng. Ngày 19 tháng 7 năm 1991 (số 136) tạp chí đổi tên thành Shūkan Famicom Tsūshin và các số báo xuất bản hàng tuần sau đó. Cùng với tạp chí tuần, một phiên bản hàng tháng có tên Gekkan Famicom Tsūshin cũng bắt đầu phát hành.
Hamamura Hirokazu, một tổng biên tập (1992-2002), cảm thấy sự khởi đầu của một kỷ nguyên mới khi ông xem một buổi trình diễn riêng về Final Fantasy VII năm 1993. Ông nghĩ cái tên Famicom Tsūshin nên được tân trang lại. Vào đầu năm 1996 (với số 369), tạp chí đã trải qua một cuộc đổi tên khác, cắt bớt tiêu đề thành Shūkan Famitsū và Gekkan Famitsū. Cái tên Famitsu đã được sử dụng phổ biến.
Tạp chí được ASCII xuất bản từ khi thành lập đến tháng 3 năm 2000 khi nó được bán cho Enterbrain, công ty đã xuất bản trong 13 năm cho đến khi công ty mẹ là Kadokawa đã xuất bản nó từ năm 2013 đến năm 2017. Kể từ năm 2017, công ty con của Kadokawa là Gzbrain xuất bản tạp chí, trong khi vào năm 2019, công ty đổi tên thành Kadokawa Game Linkage.

## Shūkan FamitsuvàGekkan Famitsū
Shūkan Famitsu tập trung vào mảng tin tức trò chơi điện tử, cũng như phần đánh giá trò chơi điện tử. Cái tên Famitsu khởi đầu là chữ viết tắt của Famicom Tsūshin (ファミコン通信 dịch chính thức là Tập San Famicom); tên ban đầu của tạp chí lấy từ Family Computer (Máy tính gia đình), tên tiếng Nhật dành cho Nintendo Entertainment System (thiết bị giải trí Nintendo) là thiết bị trò chơi điện tử có ảnh hưởng lớn tại Nhật Bản trong thập niên 1980. Số đầu tiên được xuất bản vào ngày 6 tháng 6 năm 1986. Ngày nay, nét đặc biệt của Shūkan Famitsū chính là tin tức đa hệ. Shūkan Famitsū được phát hành với số lượng 500,000 bản vào mỗi thứ Năm hàng tuần. Gekkan Famitsū xuất bản hàng tháng.

### Cáo Necky
Bìa tạp chí Famitsū có in hình những thần tượng nhạc pop hoặc những nữ diễn viên trên mỗi số báo chẵn và kèm theo linh vật của Famitsū là Cáo Necky (ネッキー Nekkī) trên số báo lẻ được phát hành. Các số cuối năm và các bản đặc biệt có điểm đặc trưng rõ nét là hình Necky ăn mặc như một nhân vật trò chơi điện tử khá phổ biến đương thời. Necky chính là tác phẩm của Matsushita Susumu, một họa sĩ truyện tranh và anh đã lấy trang phục có hình dạng con cáo, bộ trang phục mà Necky mặc phản ánh những trò chơi điện tử khá thịnh hành lúc bấy giờ. Tên Necky được chọn dựa theo một cuộc thăm dò của độc giả, và nó bắt nguồn từ một trò chơi chữ phức tạp của Nhật Bản: "Necky" thực sự là từ đảo ngược của từ cáo trong tiếng Nhật là kitsune (キツネ kitsune) và mối quan hệ ban đầu của Necky với Famicom Tsūshin là nhằm mục đích gợi lên tiếng sủa của cáo, từ tượng thanh diễn đạt tiếng sủa ấy trong tiếng Nhật gọi là "kon kon" (コンコン "kon kon").

## Ấn phẩmFamitsuchủ đề đặc biệt
Famitsū còn xuất bản một số tạp chí khác dành cho các hệ máy trò chơi điện tử riêng biệt. Những tạp chí đang phát hành hiện nay là:
- Entamikusu[i] (trước đây là Otonafami[j]) được viết cho khán giả lớn tuổi và bao gồm mảng retrogaming. Báo được xuất bản hàng tháng kể từ tháng 11 năm 2010.
- Famitsū Connect! On[k] những bản tin về trò chơi trực tuyến.
- Famitsū DS+Wii[l] bản tin về các máy của Nintendo (hiện tại là Nintendo 3DS và Nintendo Switch). Tạp chí này trước đây gọi là Famitsū 64 và sau đó là Famitsū Cube (trong số các biến thể khác của hai cái tên đó) dựa trên bất kỳ hệ máy nào mà Nintendo đang sản xuất trò chơi vào thời điểm đó.
- Famitsū GREE[m] bản tin về trò chơi di động qua GREE.
- Famitsū Mobage[n] bản tin về trò chơi di động qua Mobage.

### Các chủ đề đặc biệt trước đây
Các tạp chí Famitsū phụ không còn phát hành nữa gồm:
- Famitsū Bros.[o] (trước đây là Famicom Tsūshin Kōryaku Special) được viết cho khán giả nhỏ tuổi và tập trung vào các gợi ý và chiến lược trò chơi điện tử. Báo được xuất bản hàng tháng và bị ngừng tháng 9 năm 2002.
- Famicomi[p] (trước đây là Famitsū Comic) là một tạp chí truyện tranh và manga được xuất bản không đều đặn từ năm 1992 đến 1995.
- Famitsū DC[q] đưa tin về nền tảng Sega và bao gồm cả Dreamcast. Các phiên bản trước của tạp chí này gồm Sega Saturn Tsūshin chung với Sega Saturn, với các số báo trước đó đề cập đến các nền tảng Sega cũ.
- Famitsū Sister[r] phụ trách bishōjo games.
- Satellaview Tsūshin[s] chuyên về Satellaview. Báo được xuất bản hàng tháng và chỉ chạy 12 số từ tháng 5 năm 1995 đến tháng 5 năm 1996. Số đầu tiên là số tháng 5 năm 1995 của Gekkan Famicom Tsūshin.
- Virtual Boy Tsūshin[t] chuyên về Virtual Boy. Chỉ có một số được xuất bản vào năm 1995.
- Famitsū PS[u] (trước đây là PlayStation Tsūshin) bắt đầu xuất bản vào tháng 5 năm 1996, và đưa tin về máy chơi game của Sony. Sau đó gọi là Famitsū PS2 và Famitsū PSP + PS3 trước khi bị ngừng sản xuất tháng 3 năm 2010.
- Famitsū Wave DVD[v] (trước đây là GameWave DVD) chuyên về các sự kiện, phim ảnh và các bản xem trước. Mỗi tạp chí đi kèm một đĩa DVD (NTSC Khu vực 2) chứa các cảnh quay trò chơi điện tử như đoạn giới thiệu và mẹo chơi trò chơi, cũng như các bài phỏng vấn với các nhà phát triển và xuất bản. Bài báo được xuất bản hàng tháng, bắt đầu từ tháng 9 năm 2000 cho đến số cuối cùng vào tháng 5 năm 2011.
- Famitsū Xbox 360[w] đưa tin về Xbox và Xbox 360. Báo xuất bản hàng tháng, bắt đầu từ tháng 1 năm 2002 trước khi bị ngừng phát hành năm 2013.

## Điểm số
Trò chơi điện tử được chấm điểm trong Famitsu thông qua "Đánh giá chéo", trong đó một hội đồng gồm bốn người sẽ đánh giá một trò chơi điện tử, mỗi người cho điểm từ 0 đến 10 (với mười điểm cho trò chơi hay nhất). Điểm của bốn người đánh giá sau đó được cộng lại để có điểm tối đa, có thể là 40. Có khoảng hai mươi bốn trò chơi được trao điểm tuyệt đối tính đến  năm 2017, ba cho Nintendo DS và năm cho Wii. PlayStation 3 cũng có năm trò chơi đạt điểm tuyệt đối và Xbox 360 có bốn trò chơi, với cả hai hệ máy đều có bốn trò chơi chung. Loạt trò choi có nhiều phần với điểm số hoàn hảo bao gồm The Legend of Zelda với bốn tựa, Metal Gear với ba tựa, và Final Fantasy với hai tựa.Trò chơi gần nhất nhận được điểm tuyệt đối là Ghost of Tsushima.
Tính đến  năm 2020, tất cả, trừ ba trò chơi đạt điểm tuyệt đối, đều là của các công ty Nhật Bản, chín trò chơi được Nintendo xuất bản/ phát triển, bốn trò chơi của Square Enix, ba trò chơi của Sega, ba trò chơi của Konami và một trò chơi của Capcom. Tính đến  năm 2020, ba trò chơi hoàn toàn đến từ nước ngoài duy nhất đạt điểm tuyệt đối là The Elder Scrolls V: Skyrim của Bethesda Softworks, Grand Theft Auto V của Rockstar Games, và Ghost of Tsushima, của Sucker Punch Productions. Các trò chơi nước ngoài khác đã đạt được điểm gần như hoàn hảo là L.A. Noire, Red Dead Redemption, Red Dead Redemption 2 và Grand Theft Auto IV – cả bồn đều của Rockstar Games; Call of Duty: Modern Warfare 2, Call of Duty: Black Ops, và Call of Duty: Modern Warfare 3 – đều của Activision, mặc dù Square Enix phát hành ở Nhật Bản; Gears of War 3 từ Epic Games; The Last of Us Part II và Uncharted 4: A Thief's End từ Naughty Dog. (Kingdom Hearts II là sản phẩm chung giữa Square Enix và Disney Interactive Studios.)

## Giải thưởng
Famitsu là chủ quản các giải thưởng Famitsu. Trò chơi điện tử sẽ nhận được một số giải thưởng khác nhau ở các hạng mục như Sáng tạo, Lượt truy cập lớn nhất, Giải thưởng tân binh, Chất lượng cao nhất, v.v. Một hoặc hai giải thưởng "Trò chơi của Năm" được trao dưới dạng giải cao nhất. Những trò chơi chiến thắng giải thưởng cao nhất được xác định bằng sự kết hợp giữa điểm đánh giá của các nhà phê bình và người hâm mộ cũng như số liệu bán hàng.

## Mối quan hệ với các tạp chí khác
Tạp chí thương mại MCV của Anh và Famitsu có mối quan hệ đối tác độc quyền có thể xem tin tức và nội dung từ mỗi tạp chí từng xuất hiện trong các số khác.